# Vocem jucunditatis
Vocem jucunditatis è un introito del tempo pasquale che dà il nome alla domenica De jucunditate. Appartiene alla liturgia della Messa della Dominica sexta Paschae o della Dominica V post Pascha. È conosciuta anche come Dominica Rogate poiché nei tre giorni che seguono si svolgono le rogazioni.

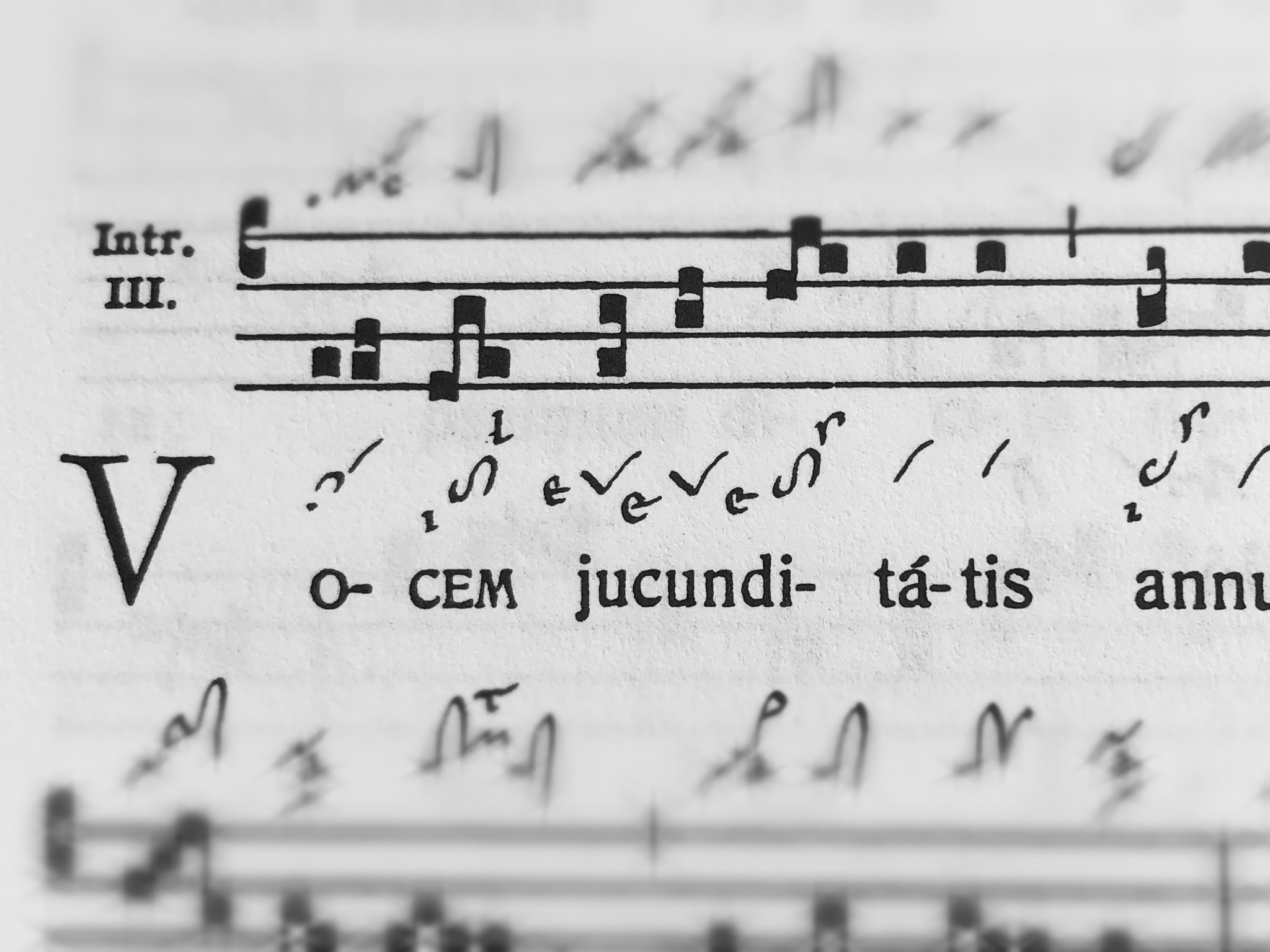
Incipit dell'Introito Vocem jucunditatis dal Graduale Novum

## Testo
alleluia:

nuntiate usque ad extremum terrae:

Liberavit Dominus populum suum

alleluia, alleluia

(Is. 48, 20)

Jubilate Deo omnis terra

psalmum dicite nomini eius

date gloriam laudi eius

(Ps. 65, 1-2 )»
alleluia

annunciate fino al confine estremo della terra:

il Signore ha liberato il suo popolo

alleluia, alleluia

(Is. 48, 20)

Acclamate a Dio da tutta la terra, 

dite un salmo al suo nome, 

date a Lui la lode di gloria.

(Sal 65, 1-2)»

## Dominica Rogationum
Il liturgista medievale Guglielmo di Auxerre titola la sua trattazione che commenta la liturgia della domenica che precede l'Ascensione come: De dominica rogationum. Da questa Summa liturgica apprendiamo che: 
(Summa magistri Guillelmi Autisiodorensis: De officiis ecclesiasticis. III,83.2)
Sempre in quest'opera, troviamo una testimonianza circa l'introito Vocem jucunditatis: 
(Summa magistri Guillelmi Autisiodorensis: De officiis ecclesiasticis. III,83.1)
Il manoscritto di Cambrai di questa Summa liturgica, diversamente da altri, non presenta il titolo di Dominica Rogationum ma De ua dominica post octauas pasche e così commenta la celebrazione: 
(Summa magistri Guillelmi Autisiodorensis: De officiis ecclesiasticis. III,83 (Cambrai fassung))
Il nome di Domenica delle Rogazioni, quindi, viene giustificato proprio dal fatto che questa domenica precede i tre giorni in cui si celebrano le Rogazioni: 
(Summa magistri Guillelmi Autisiodorensis: De officiis ecclesiasticis. III,84 (Cambrai fassung))

## Luteranesimo
La Dominica Rogate, nel calendario liturgico luterano e corrisponde alla sesta Domenica di Pasqua. I giorni che la seguono, infatti, sono dedicati alle rogazioni.
Martin Lutero, in occasione delle Domeniche Rogate, pronunciò alcuni sermoni dai quali si evince la tua idea sulla preghiera.

### Cantate di Johann Sebastian Bach per laDominica Rogate
- Wahrlich, wahrlich, ich sage euch, BWV 86 (14 May 1724)
- Bisher habt ihr nichts gebeten in meinem Namen, BWV 87 (6 May 1725)

## Chiesa ortodossa
La quinta domenica dopo Pasqua, per la Chiesa greca, è la domenica del cieco nato poiché in questo giorno si legge la pericope della guarigione di quel cieco. È chiamata anche Episozomene (ἐπισωζομένη), uno dei modi con cui in greco si indica l'Ascensione. Ci sono testimonianze antiche dell'uso di questo vocabolo presso i Cappadoci.

### Testi di liturgia contemporanea
- Graduale Triplex , Moines de Solesmes, 1979 p. 229
- Graduale Novum de Dominicis et Festis, GÖSCHL, Johannes Berchmans, et alii, 2011 p. 202
- Graduale restitutum - gregor-und-taube.de, Anton STINGL, jun.

### Testi medievali
- Bamberg, Staatsbibliothek lit. 6 f. 45v Bavaricon p. 95
- Bamberg, Staatsbibliothek lit.7 f. 42v Incipit noté Bavaricon p. 87  ,   f. 44v Incipit non noté Bavaricon p. 91
- Benevento, Biblioteca Capitolare 33 f.  90v
- Benevento, Biblioteca Capitolare 34 f.  151
- Bruxelles, bibliothèque royale 10127-44 - Mont-Blandin AMS 91
- Cambrai, Bibliothèque municipale 0075 (0076) - St-Vaast d’Arras f. 94v
- Cologny (Genève), Bibliotheca Bodmeriana C 74 - St. Cecilia in Trast. f. 90r
- Einsiedeln, Stiftbibliothek 121 f. 233
- Graz, Universitätsbibliothek 807 f.  113
- Laon, Bibliothèque municipale 239 f. 119 Facsimilé p. 114
- Montpellier, Bibliothèque de l’Ecole de Médecine H 159 f. 26 2.a ; autre numérotation : 39
- Paris, Bibliothèque nationale de France 776 - Albi f. 78v
- Paris, Bibliothèque nationale de France lat. 903 - Saint-Yrieix f. 168
- Paris, Bibliothèque nationale de France lat 9434 - St-Martin de Tours f. 132r
- Paris, Bibliothèque nationale de France lat. 12050 - Ant. Corbie AMS 91
- Paris, Bibliothèque nationale de France lat. 17436 - Compiègne AMS 91
- Paris, Bibliothèque nationale de France lat 18010 - Gr. Corbie f. 27v
- Paris, Bibliothèque Sainte-Geneviève 111 - Senlis AMS 91
- Roma, Biblioteca Angelica 123 - Angelica 123 f.  118
- Sankt-Gallen, Stiftsbibliothek 339 f. 116 Facsimilé p. 85
- Sankt-Gallen, Stiftsbibliothek 376 p. 212
- Zürich, Zentralbibliothek Rh. 30 - Gr. Rheinau AMS 91